# Tortenscheibe
Eine Tortenscheibe oder Tortengarnierscheibe ist eine Unterlage zum Transport oder zur Stabilisierung von Torten. Neben den Tortenscheiben (Cake Drums) gibt es auch noch Tortenunterlagen (Cake Boards). Vielfach werden diese Begriffe auch synonym verwendet, so dass eine Unterscheidung der einzelnen Varianten kaum noch möglich ist.
Eine Tortenscheibe ist eine vielfach mit einer Folie überzogene Pappe. Sie kann mehr als einen Zentimeter dick sein und garantiert eine hohe Festigkeit. Diese Tortenscheiben gibt es in unterschiedlichen Größen käuflich zu erwerben und decken alle gängigen Tortendurchmesser ab. Dabei müssen die Tortenscheiben nicht zwangsläufig auf den runden Formfaktor festgelegt sein, denn sie sind auch in einer quadratischen Form erhältlich. Die Stabilität und die Größen sind insbesondere bei der Dekoration von Torten der große Vorteil der Tortenscheiben gegenüber einer Tortenplatte. So kann die gesamte Torte inklusive der Tortenscheibe mit Fondant überzogen werden und gibt ein einheitliches Erscheinungsbild ab.

## Tortenunterlagen
Tortenunterlagen, sogenannte Cake Boards, sind meist etwas dünner. Sie sollen die Torte und Untergründe voreinander schützen. Tortenunterlagen werden meistens zum Umsetzen der Torte herangezogen. Beim Anfertigen mehrstöckiger Torten kommen Tortenunterlagen zudem zur Stabilisierung der einzelnen Etagen in Betracht.

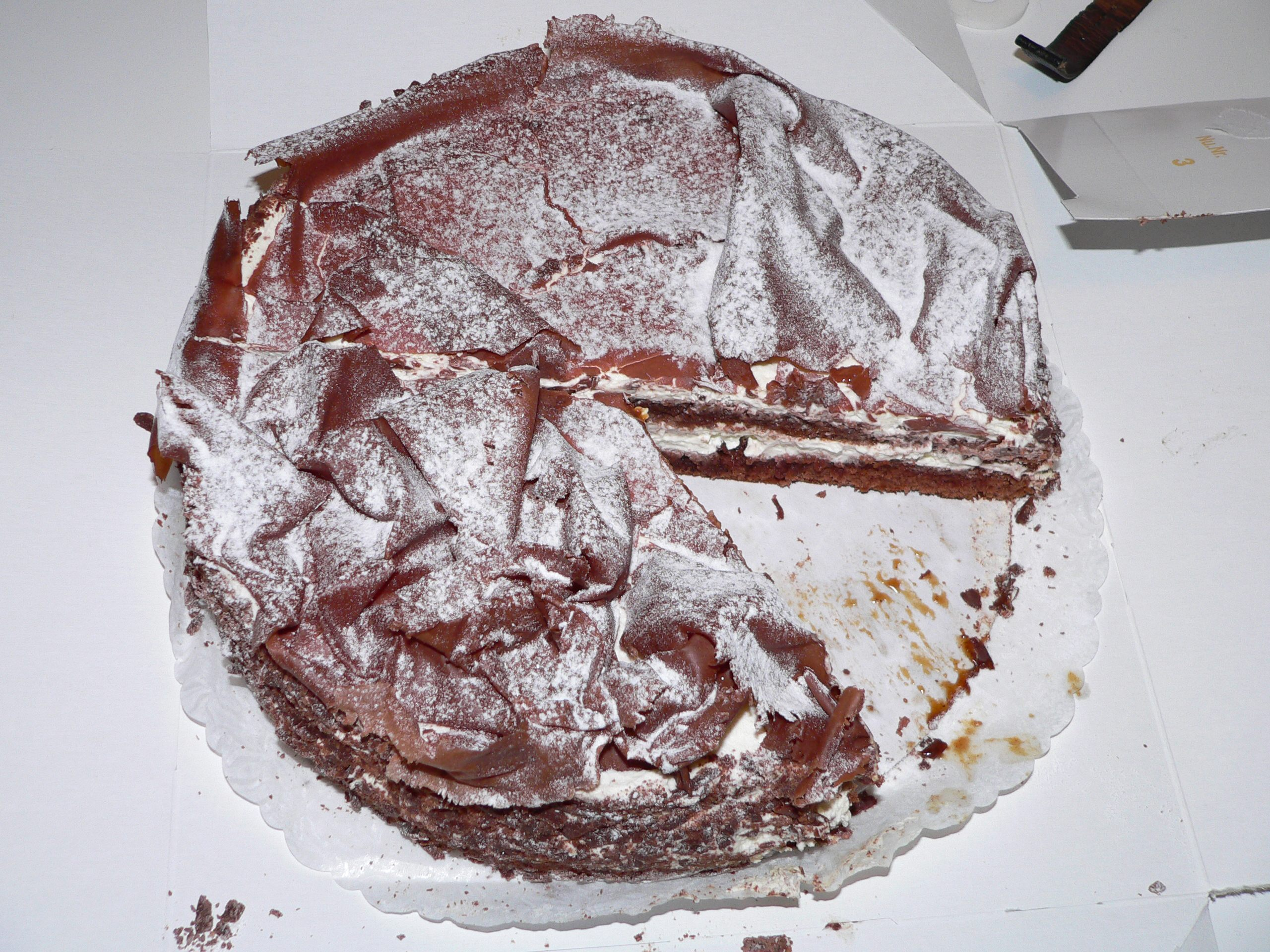
Schwarzwälder Kirschtorte auf einer Tortenunterlage aus Papier
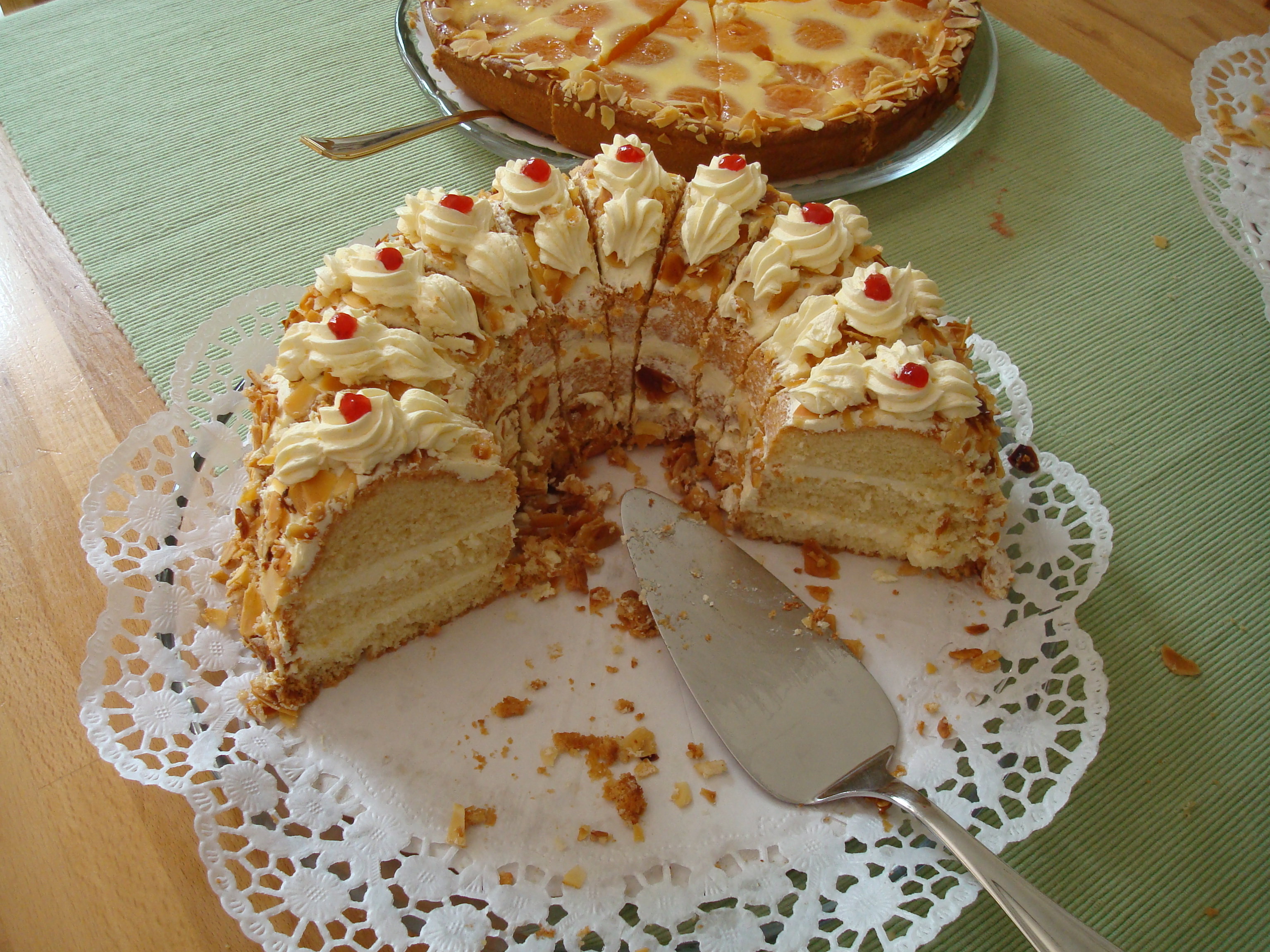
Frankfurter Kranz auf einer Tortenunterlage aus Papier